# Kortedala torg

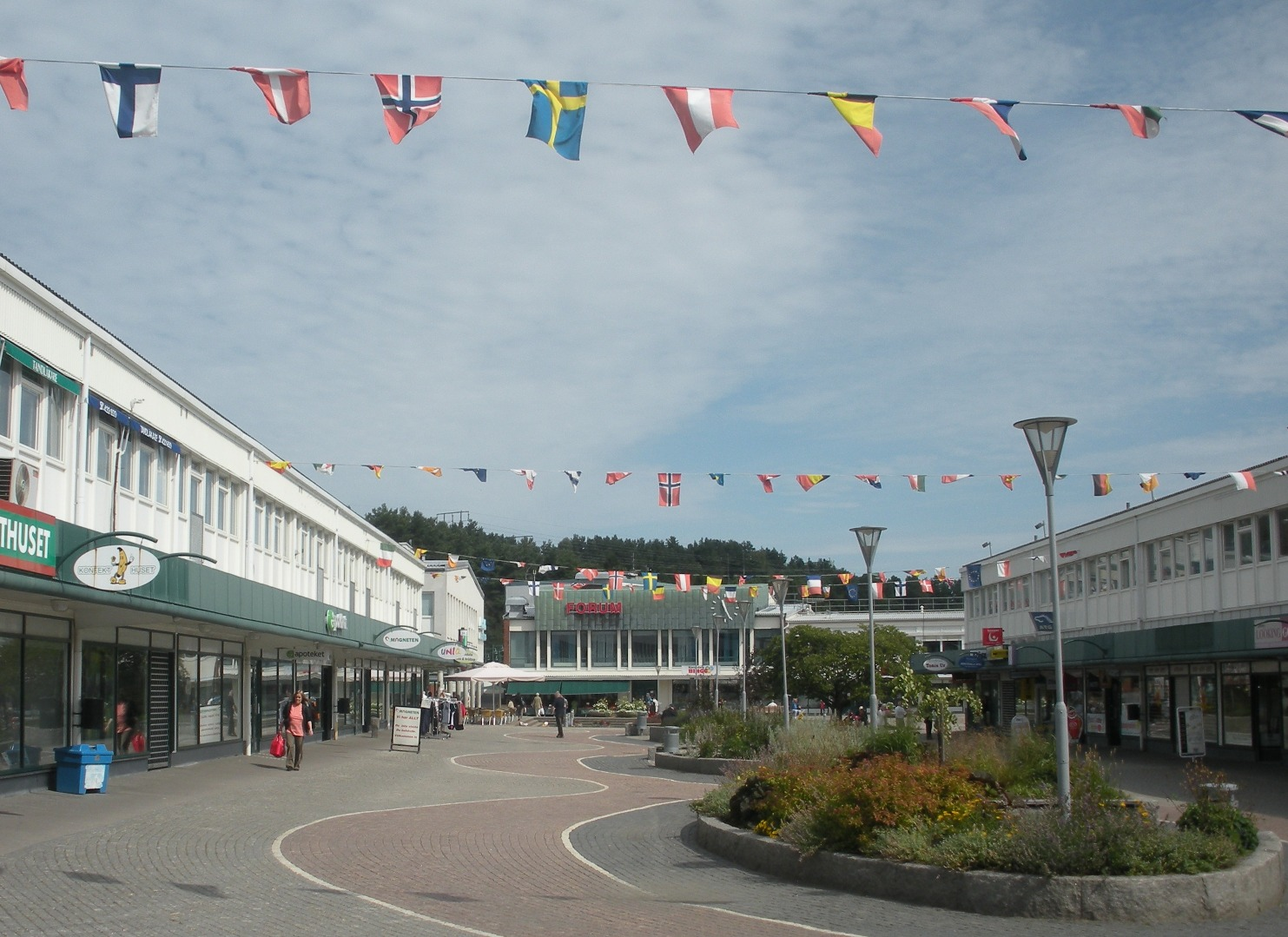
Kortedala torg

Kortedala torg ligger i stadsdelen Kortedala i Göteborg. Kortedala byggdes som Göteborgs första förort.
Torget består av ett flertal byggnader som innehåller mataffär, bibliotek, frukt och grönt, bingo, restauranger, vårdcentral, tandläkare, frisör, mm. 
Torget hette ursprungligen Kortedalstorget, men fick 1959 sitt nuvarande namn sedan Göteborgs Spårvägar i en skrivelse påtalat att den allmänna benämningen på torget var Kortedalatorget och att det dåvarande namnet var tungt att uttala. Stadsfullmäktige beslöt, efter omröstning med rösterna 24 mot 17, att namnet skulle vara Kortedala Torg, i enlighet med Fastighetsnämndens förslag.
Torget förvaltas av Göteborgslokaler. Marken förvaltas av Park och Naturförvaltningen.

## Historik
Kortedala Torg är byggt 1955. Arkitekterna var Johan E. Tuvert, Ragndal och Tuvert Arkitektkontor.